# Візантійська філософія
Візантійська філософія являла собою переважно релігійну грецькомовну думку Візантії IV–XIV ст. Деякий час (до закриття Платонівської Академії Юстиніаном в 529 році) зберігав свій вплив неоплатонізм (Прокл Діадох).
Початок візантійської філософії пов'язаний з діяльністю каппадокійських мислителів (Василій Великий, Григорій Богослов, Григорий Ниський), котрі сформулювали відмінності між сутністю й іпостассю. Саме вони «закладають фундамент візантійскої філософії». Як відзначають дослідники (Удальцова, 1988), основним змістом цих роздумів була антропологічна проблематика. Віднині людина визначається не через родову сутність (як розумна істота), а через скоювані вчинки (як особистість). Різновид сутності й іпостасі сприяло адаптації античної спадщини у християнській традиції у епоху триадологічних спорів.
Аскетична традиція (Евагрій Понтійський і Іван Ліствичник) успадковували античні ідеї стоїцизма (ідеал апатії), однак саме поняття пристрасті піддавалося більш глибшому опрацюванню. Так початком пристрастей були названі вісім «помислів» (дав.-гр. λογισμοὶ): ненажерливість, розпуста, жадібність, сум, гнів, зневіра, марнославство і гордість.
Євсевій Кесарійський розробляє провіденціалістську концепцію лінійной історії. Діонісій Ареопагіт вносить иєрархічний принцип у розумінні буття. Візантійська естетика у особі Іоанна Дамаскина у немалій долі надихалась полемікою з іконоборством і стверджувала духовний характер істинного мистецтва, у котрім людина завдяки іконі й символу опиняється причастною до Бога.
У пізній Візантії філософська думка розділяється на раціоналістичний (Михайло Пселл, Іоанн Італ) і містичний (Симеон Новий Богослов, Григорій Палама) напрямки. Останнє направлення отримало назву ісихазм і було пов’язано з вченням про «нетварний світ», а також з різновидом сутності і енергії у Богу. Бог може бути абсолютно трансцендентним світу, однак завдяки своїм діям або «енергіям» (наприклад, благодаті) він може ставати іманентним. Етика переосмислювалась у містичномі ключі як синергізм людини і Бога у ділі обоження.
Згодом візантійская філософія дала сильний вплив на руську релігійну філософію (див. неопатристичний синтез).